# A. S. W. Rosenbach
Abraham Simon Wolf Rosenbach (22 de julio de 1876 - 1 de julio de 1952) fue un coleccionista, erudito y vendedor de libros y manuscritos raros estadounidense. En Londres, donde asistía con frecuencia a las subastas de Sotheby's, era conocido como "El terror de la sala de subastas". En París, fue llamado "Le Napoléon des Livres" (El Napoleón de los Libros). Muchos otros se referían a él como el "Dr. R."; como uno de los "Barones ladrones"; y como "el mejor vendedor de libros del mundo".
A Rosenbach se le atribuye popularizar el coleccionismo de ediciones de literatura estadounidense, en un momento en el que solo la literatura europea se consideraba coleccionable. También propuso la idea de coleccionar libros como un medio de inversión y publicó varios artículos y escritos para aumentar el interés por los libros y los manuscritos raros. 
Compró y vendió numerosos textos a lo largo de su vida, incluyendo ocho Biblias de Gutenberg, más de 30 First Folio de Shakespeare, una copia del Bay Psalm Book y los manuscritos del Ulysses y de Alicia en el País de las Maravillas. Se estima que el total de sus compras a lo largo de su vida equivaldrían a unos 75 millones de dólares de 2019.
Sus contribuciones filantrópicas incluyen la donación de su colección de libros para niños a la Biblioteca Pública de Filadelfia, el establecimiento de la beca Rosenbach de Bibliografía en la Universidad de Pensilvania y la entrega de su patrimonio a la Fundación Rosenbach, que fundó el Museo y Biblioteca Rosenbach.

## Primeros años y educación
Abraham Simon Wolf Rosenbach nació el 22 de julio de 1876 en Filadelfia, Pensilvania. En público era conocido como "Abe", aunque algunos amigos cercanos le llamaban "Rosy", y para su familia era "Abie". Era el más joven de los ocho hijos de Morris Rosenbach (14 de mayo de 1820 - 8 de mayo de 1885) y de Isabella H. Polock (26 de noviembre de 1834 - 25 de julio de 1906). Su madre nació y creció en Filadelfia, donde era un miembro activo de la comunidad judía, involucrada con la Sociedad Benéfica Femenina Hebrea, el Hogar de los Huérfanos Judíos y la Congregación Mikveh Israel. Su padre emigró a los Estados Unidos desde Gunzenhausen, Alemania, en 1844. Poco después cambió su nombre de Meier a Morris y entró en el negocio de la camisería, vendiendo ropa de trabajo y ropa interior. Se convirtió en ciudadano estadounidense en 1855. Morris e Isabella fueron casados por el rabino Isaac Leeser el 11 de noviembre de 1857.
A la edad de 9 años, Rosenbach comenzó a ayudar en la tienda de su tío materno, Moses Polock (14 de mayo de 1817 - 16 de agosto de 1903), un librero anticuario bien conocido y algo excéntrico. La famosa tienda de Polock estaba ubicada en el 406 de Commerce Street en Filadelfia. Allí fue donde aprendió a determinar el valor de los libros, cómo usar la bibliografía y cómo hablar con los coleccionistas.
A la edad de 11 años, comenzó a coleccionar libros. Compró una edición ilustrada de Reynard the Fox en la casa de subastas de Stanislaus Vincent Henkel. Este bajó el precio a 24 dólares y permitió que el joven le hiciera pagos semanales de su asignación escolar, gracias a la relación laboral de Henkel con su tío Moses.
En junio de 1889 terminó sus estudios en la Escuela George Meade, y en el otoño se matriculó en la Escuela Central de Capacitación Manual. En su último año, ejerció como editor en jefe del periódico estudiantil de la escuela, The Argus.
Rosenbach haría su primera compra valiosa siendo estudiante de primer año en la Universidad de Pensilvania. Compró una primera edición del Prólogo del Dr. Samuel Johnson, que David Garrick recitó en su primera noche de apertura como gerente del Teatro Real de Drury Lane en 1747. Fue el primer libro impreso por Horace Walpole en la Strawberry Hill Press. Rosenbach lo compró por 3,60 dólares en la casa de subastas de Henkel y luego recibió una oferta de 5000 dólares, que rechazó.
En la universidad participó en el Club de Bibliófilos, y en 1898 obtuvo su licenciatura en ciencias de la citada Universidad de Pensilvania. Poco después obtuvo la beca Harrison de la universidad en inglés, recibiendo su doctorado en la escuela en 1901, con una tesis titulada "La influencia de la literatura española en el drama isabelino y de Stuart".

## Carrera
Philip Hyman Rosenbach (29 de septiembre de 1863 - 5 de marzo de 1953) fue el hermano mayor de Rosenbach. Antes de unir fuerzas con su hermano menor, dirigió una serie de negocios exitosos. Regentó brevemente una papelería en Third Street, justo al sur de Market Street, financiada con dinero prestado por su familia, antes de pedir prestado más dinero nuevamente para abrir el restaurante Savory en las calles 13 y Chestnut. Esta empresa también sería de corta duración. El siguiente negocio fue una tienda de regalos en el 1320 de Walnut Street, que vendía artículos como tarjetas de Navidad, grabados, jarrones y estatuillas. Rosenbach trabajaba en la tienda en su tiempo libre mientras estaba en la universidad. Esta aventura empresarial también tuvo problemas, pero en 1903, con el deterioro de la salud de Polock, Philip convenció a su tío, a su madre y a su hermano para usar el inventario de Polock con el fin de iniciar un negocio de antigüedades y libros. En esta nueva empresa, Rosenbach fue responsable de tratar con los libros, y su hermano Philip, con muebles antiguos y arte. La Compañía Rosenbach se formó el 22 de junio de 1903 y Polock murió el 16 de agosto de ese mismo año. El negocio fue financiado en gran parte al principio por los coleccionistas de Filadelfia Clarence S. Bement y Joseph M. Fox. La primera venta que hicieron los hermanos fue el 25 de octubre de 1903, vendiendo dos marcos por 50 dólares cada uno. En 1927, Rosenbach escribió sobre su decisión de abandonar el mundo académico por una vida de venta de libros:

Me sentí un renegado. Había abandonado las salas del aprendizaje por la librería; había renunciado a mi beca para entrar en un negocio que, tal vez, pondría dinero en mi cartera. Cuando estaba en la universidad, no aprecié la gran aventura que implicaba el negocio, la emoción y la ansiedad de la persecución, y que tenía una mejor oportunidad, una oportunidad mucho mayor, de descubrir documentos inéditos y desvelar la fuente original, material que nunca podría tener como instructor de inglés en alguna universidad.
A.S.W. Rosenbach, Books and Bidders: The Adventures of a Bibliophile (1927), página 260.

Como Polock no dejó testamento, la mayor parte del inventario de su tienda fue subastado el 9 y el 10 de marzo de 1904 por Stanislaus Vincent Henkels en las salas de subastas de libros de Davis & Harvey, en el 112 de Walnut Street. Los hermanos pudieron comprar la mayor parte del inventario, y lo que quedaba del patrimonio de Polock después de la venta fue vendido a la compañía The Rosenbach por las hermanas de Polock, Isabella Rosenbach, Sophia Binswanger y Miriam Wolf, por 1000 dólares.
La subasta incluyó la colección de libros infantiles de Polock, que comprendía 816 ejemplares estadounidenses datados entre 1682 y 1836. Rosenbach expandió esta colección a lo largo de los años y la donó a la Biblioteca Libre de Filadelfia en 1947, donde se convirtió en el inicio de la colección de los primeros libros infantiles estadounidenses.
La compañía Rosenbach originalmente operaba en todo el edificio de la antigua ubicación de la tienda de regalos de Philip Rosenbach. En 1935, se expandió para abarcar también el 1322 de Walnut Street, que en 2019 pasó a albergar un local de venta de bollería de la cadena IHOP.
Rosenbach trabajó con Henry E. Huntington para ayudar a reunir las colecciones de la Biblioteca Huntington en San Marino, California, e hizo lo mismo para Henry Clay Folger en la Biblioteca Shakespeare Folger en Washington, D.C. Otros clientes famosos fueron J. P. Morgan, Lessing Rosenwald y Harry Elkins Widener.
En 1924, Rosenbach adquirió el manuscrito del Ulysses, de James Joyce, por 1975 dólares. Esto enfureció al autor, que no tuvo éxito en recaudar el dinero necesario para volver a comprarlo. También estaba molesto por el hecho de que Rosenbach pagó cuatro veces más en la misma venta por un manuscrito de la novela Victoria, de Joseph Conrad. En una carta a Harriet Shaw Weaver del 24 de mayo de 1924, escribió sobre Rosenbach en un limerick (un poema satírico), diciendo:

"Rosy Brook he bought a book,

Though he didn't know how to spell iet.

Such is the lure of literature,

To the lad who can buy and sell it."
"Rosy Brook compró un libro,

Aunque no sabía cómo deletrearlo.

Tal es el atractivo de la literatura,
 
Para el muchacho que puede comprarlo y venderlo."
James Joyce

Filadelfianos de toda la vida, Rosenbach y su hermano vivieron entre 1926 y 1952 en una casa construida en 1865 de cuatro pisos de altura, situada en Delancey Place 2010. En 1928, Rosenbach compró en una subasta el manuscrito de Alicia en el país de las maravillas, de Lewis Carroll, por 77.000 dólares. El acto enfureció a muchos británicos por la salida del documento de Gran Bretaña. Rosenbach lo vendió por 97.000 dólares, y finalmente fue devuelto a su país de origen.
Rosenbach fue elegido miembro de la American Antiquarian Society en 1927 y de la American Philosophical Society en 1928. Para la Sociedad Anticuaria, escribió y leyó dos artículos. El primero, en 1934, se tituló "Las bibliotecas de los presidentes de los Estados Unidos"; y el segundo, en 1938, se llamó "La primera compañía teatral en América". Justo antes de su muerte, estaba trabajando en un tercer artículo llamado "Algunos descubrimientos sobre la impresión alemana temprana en Pensilvania".
El 8 de diciembre de 1938, Rosenbach organizó una subasta de libros raros en el Hotel Plaza de Nueva York con fines benéficos, recaudando 35.000 dólares para el Comité de Distribución de los Fondos Americanos para víctimas de la Guerra Judía y el Comité para los Refugiados Cristianos. Entre los subastadores invitados especiales figuraron Christopher Morley, Major Bowes y Dorothy Thompson.
En 1942, los dos hermanos liquidaron su inventario de muebles antiguos para comerciar exclusivamente con libros. Trasladaron su colección recientemente reducida al 1618 de Locust Street, en Filadelfia. Esta casa fue diseñada en 1850 por el arquitecto John Notman. La compañía operaría desde este edificio hasta la muerte de los dos hermanos.
En 1947, Rosenbach estableció un récord cuando compró una copia del Bay Psalm Book por 151.000 dólares. Durante su vida, se estima que invirtió más de 75 millones de dólares en sus compras.

## Escritos
Rosenbach escribió varios artículos sobre sus propias experiencias, pensamientos e historias sobre su vida como vendedor de libros antiguos. Estos ensayos, publicados originalmente en The Saturday Evening Post y The Atlantic, se publicaron como dos libros: Books and Bidders: The Adventures of a Bibliophile (1927) y A Book Hunter's Holiday: Adventures with Books and Manuscripts (1936). También contribuyó a la Enciclopedia Judaica después de escribir varios artículos para la Sociedad Histórica Judía Americana.
The Unpublishable Memoirs (1917) fue el primer y único libro de ficción que Rosenbach escribió. Consiste en once historias de misterio sobre el personaje de ficción Robert Hooker, un bibliófilo que está cansado de ser rechazado por la alta sociedad debido a su falta de dinero y se venga engañando a los ricos con sus libros y obras de arte raros. Se publicó una edición en Londres en 1924 y una versión checa en 1925, aunque esta última solo contiene la primera de las once historias.
Rosenbach también produjo varias listas de verificación de libros, incluida la Early American Children's Books (1933), considerada una referencia estándar.

## Reconocimientos
Rosenbach recibió muchos honores durante su vida. En 1927, se le concedió el título de ingeniero honorario asociado de la Universidad de Pensilvania. En 1945, el Seminario Teológico Judío de América le otorgó un Doctorado en Letras. En 1947, recibió un Doctor Legum del Dropsie College for Hebrew and Cognate Learning y otro Doctorado en Letras del Amherst College.
En 1946, un libro confeccionado por treinta amigos de Rosenbach, titulado Al Dr. R, presentaba una serie de ensayos literarios y bibliográficos escritos en honor de su 70 cumpleaños.
En el momento de su muerte en 1952, era capitán portuario de la Junta de Comercio y Navegación del Estado de Nueva Jersey.

## Muerte y legado

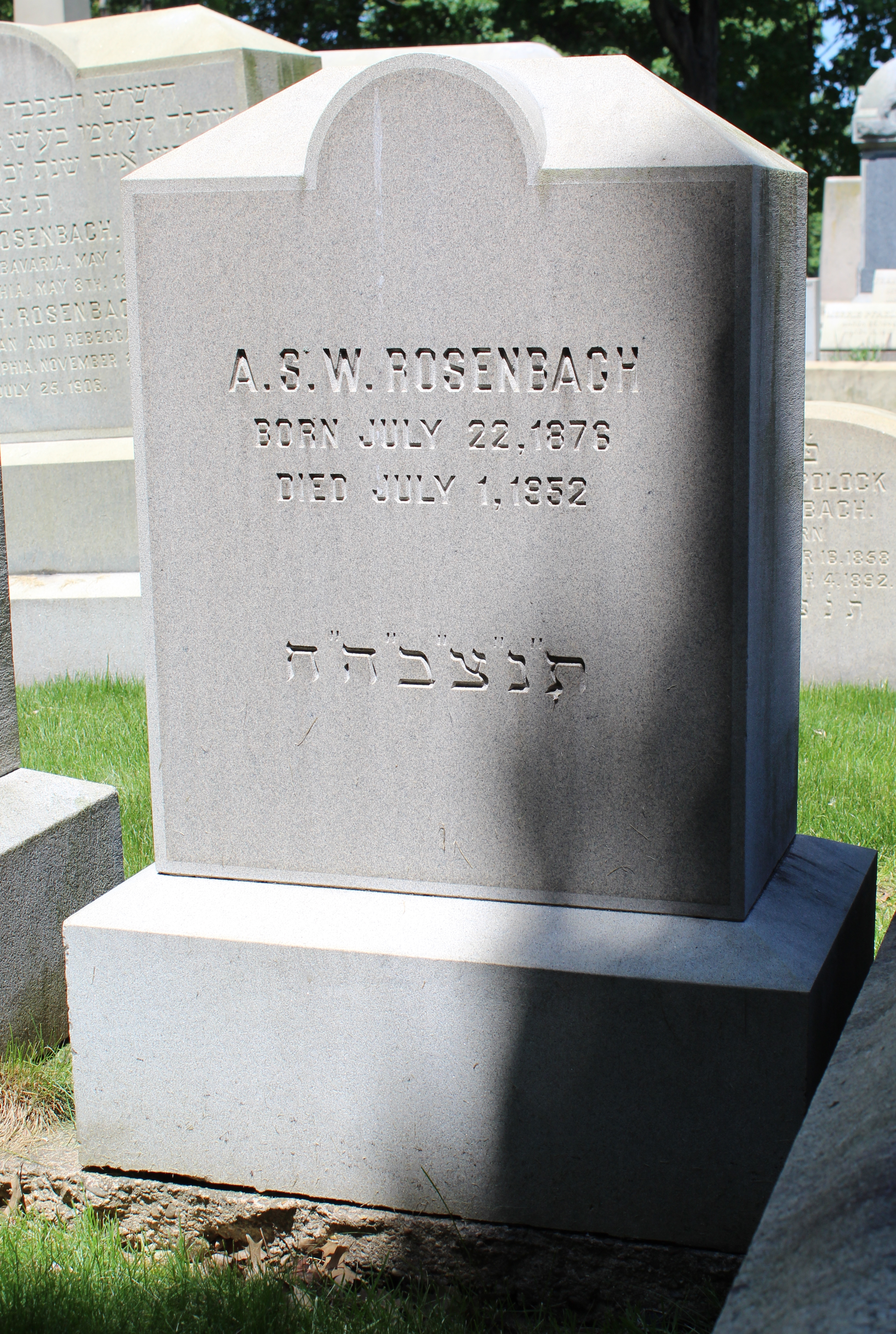
Lápida en el cementerio del Monte Sinaí.

Rosenbach murió el 1 de julio de 1952 en Filadelfia a la edad de 75 años. Fue enterrado en el cementerio del Monte Sinaí. 
El escritor Christopher Morley se refirió a Rosenbach en su ensayo Notes on Rosy, que apareció por primera vez en Saturday Review el 24 de diciembre de 1927.

"He is the Pied Piper of rare editions. He blows an airy wheedling note and the old vellums and calfskins come trotting after him."
Es el flautista de las ediciones raras. Sopla una nota airosa y las viejas vitelas y pieles de becerro vienen trotando tras él.
Christopher Morley

### Museo y Biblioteca Rosenbach
Poco antes de su muerte, legó su patrimonio a The Philip H. y A. S. W. Rosenbach Foundation, que había sido fundada en 1950 por los dos hermanos para fomentar el interés por los libros, las pinturas y otras obras de arte.
En 1954, el Museo y Biblioteca Rosenbach se fundó mediante la donación testamentaria de la colección del hermano de Rosenbach. El museo, que incluye sus bibliotecas originales y su residencia, ofrece un entorno íntimo para que los visitantes exploren las colecciones de libros, manuscritos, muebles, plata, pinturas, grabados, dibujos y esculturas de los hermanos. Los objetos de la colección de su hermano incluyen la única copia conservada del primer Almanaque del pobre Richard, de Benjamin Franklin, y el manuscrito del Ulises, de James Joyce. Desde entonces, la colección ha crecido para incluir los escritos de la poetisa Marianne Moore, las notas de Bram Stoker para Drácula y los dibujos de Maurice Sendak.
La casa de 1865 de los hermanos Rosenbach en Delancey Place figura desde 2010 en el Registro Nacional de Lugares Históricos. Desde 2003, el edificio adyacente Maurice Sendak se agregó al museo y ofrece espacios para programas públicos y exposiciones. El 3 de diciembre de 2013, el Museo y Biblioteca Rosenbach se afilió oficialmente a la Biblioteca Libre de Filadelfia, convirtiéndose en "El Rosenbach en la Biblioteca Libre".

### Marcador histórico estatal

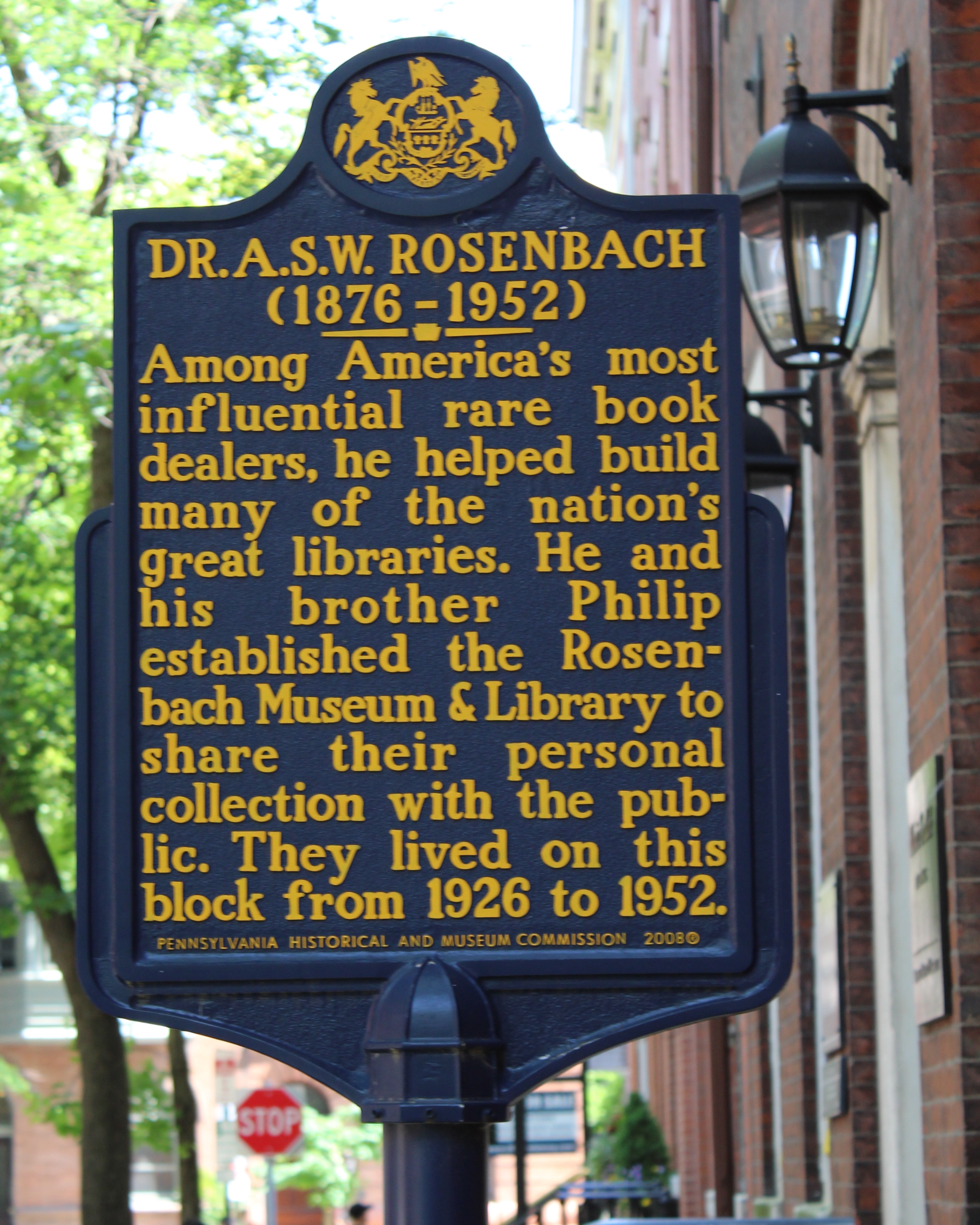
Marcador histórico estatal.

El 2 de abril de 2008, el Museo y Biblioteca Rosenbach recibió un Marcador Histórico Estatal oficial de la Comisión Histórica y de Museos de Pensilvania, en reconocimiento a las contribuciones duraderas del cofundador del museo, el Dr. A. S. W. Rosenbach. La comisión conmemoraba el legado de Rosenbach como uno de los más grandes vendedores de libros raros de Estados Unidos y sus contribuciones duraderas a Filadelfia y a otros lugares, con un marcador frente al museo, ubicado en Delancey Place 2008-2010 en el histórico barrio de Rittenhouse Square de la ciudad. El letrero dice: 

"Dr. A.S.W. Rosenbach (1876-1952). Entre los distribuidores de libros raros más influyentes de Estados Unidos, ayudó a construir muchas de las grandes bibliotecas del país. Él y su hermano Philip establecieron el Museo y Biblioteca Rosenbach para compartir su colección personal con el público. Vivieron en este bloque de 1926 a 1952."

### Serie de conferencias
En 1928, Rosenbach otorgó a los fideicomisarios de la Universidad de Pensilvania una donación con el propósito de establecer una serie de conferencias sobre bibliografía e historia del libro. Los participantes seleccionados presentan alrededor de tres conferencias durante dos semanas en la universidad. La primera beca Rosenbach en Bibliografía tuvo lugar en 1931, con Christopher Morley como su primer elegido. A partir de 2019, es la serie de conferencias bibliográficas de mayor duración en los Estados Unidos. La Editorial de la Universidad de Pensilvania ha publicado varias de estas conferencias en libros completos.

## Musical
En 2004, el Museo y Biblioteca Rosenbach encargó al escritor Ben Katchor que pensara en alguna idea para conmemorar el 50 aniversario del museo. Bill Adair, el director del museo en ese momento, le pidió a Katchor que creara una novela gráfica, pero este último decidió asociarse con Mark Mulcahy para crear un musical. The Rosenbach Company: A Tragicomedy se estrenó en el Festival Fringe de Filadelfia en 2004, y se presentó en Teatro Público de la ciudad de Nueva York en 2006. El papel de Abie Rosenbach fue interpretado por Mulcahy.
Toby Zinman elogió el programa en una revisión de 2004 en Variety.

Sea lo que sea este espectáculo, ¿un biodrama cantado? ¿una ópera rock de cámara? ¿una reunión del establecimiento del museo con la música underground? - es emocionante, encantador y totalmente impresionante.
Toby Zinman, Variety

## Lecturas relacionadas
- Wolf, Edwin II, 1960. Rosenbach: A Biography
- Find a Grave page
- Rosenbach Museum & Library website